# Lago Steinsee
O Lago Steinsee é um lago localizado na moreia do Glaciar Stein, perto Passo de Montanha Susten, no Cantão de Berna, Suíça.